# Comberton
Comberton – wieś w Anglii, w hrabstwie Cambridgeshire, w dystrykcie South Cambridgeshire. Leży 7 km na zachód od miasta Cambridge i 77 km na północ od Londynu. W 2001 miejscowość liczyła 2189 mieszkańców.